# Actia sternalis
Actia sternalis là một loài ruồi trong họ Tachinidae.